# Сонце Москви
Сонце Москви (рос. Солнце Москвы) — оглядове колесо 140 м заввишки в «Парку майбутнього» на території ВДНГ. Це найбільше колесо в Європі, більше ніж «Лондонське око» висота якого 135 метрів і яке стало до дії у 2000 році.
Відкриття оглядового колеса «Сонце Москви» відбулось у день 875-річчя Москви — 10 вересня 2022 року о 16:00. Вартість вхідного квитка становить 550 рублів, квитки в кабінки зі скляною підлогою коштують дорожче. У церемонії відкриття взяли участь Володимир Путін і Сергій Собянін.
У день відкриття колесо ламалось і пасажири зависали в повітрі.
Нове колесо побудували на заміну старому, яке розібрали у 2016 році. Через розмірність споруди, будувати на старому місці було не можна, бо там прокладено багато комунікацій і метро. Тому колесо розміщене ліворуч від південного входу ВДНГ, поруч з павільйоном № 7 «Насіння» і майбутнім парком розваг з канатною дорогою.
Очікується, що в середньому швидкість одного обертання становитиме 18 хвилин і 40 секунд. 
Діаметр зовнішнього кола складає 90 м, що значно програє світовим конкурентам. У той час як діаметр "Лондонського ока" 120 м.

## Будівництво
Під час будівництва колеса огляду застосовувалася особлива технологія складання зовнішнього обода, за якої елементи монтуються не послідовно один за одним, а "хрест-навхрест". Тому для рівномірного розподілу навантаження на центральну вісь атракціону за допомогою гідравлічних штовхачів здійснювався поворот зовнішнього обода. Процес повороту зайняв близько 20 годин безперервної роботи.

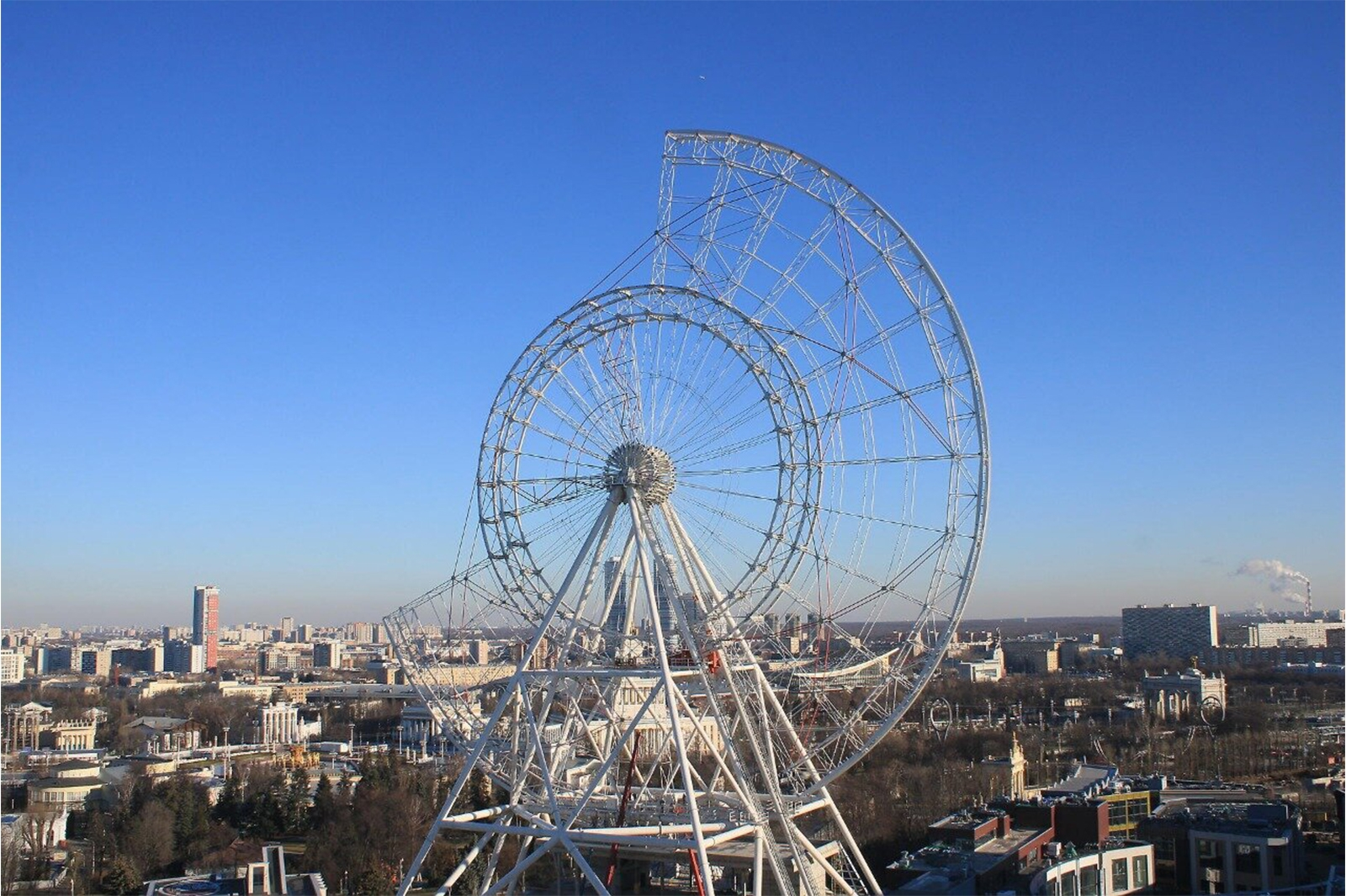
Будівництво в листопаді 2021 року

Після встановлення всіх спиць і сегментів з конструкції було знято тимчасові підтримки, що забезпечують її стійкість у момент складання, і проведено регулювання внутрішнього і зовнішнього кілець.
Наступний етап робіт — встановлення спиць під кабіни, підвіс самих кабін і їхнє підключення, підведення електрики й монтаж ілюмінації. Після закінчення монтажу конструкції атракціону пройшло тестування всіх систем колеса огляду, відпрацювання всіляких позаштатних ситуацій, проведення тренінгів для персоналу.
Підвіска всіх 30 кабін колеса огляду завершилася в липні 2022 року, де кожна 6-та — з прозорою підлогою.
Потім фахівці розпочали перевірку всіх каналів управління і ліній електроживлення. Після цього було проведено тестування 14 двигунів, їхня робота в ручному й автоматичному режимі та контроль гальмівних механізмів. Незабаром було проведено навантажувальні випробування в кожній кабіні. Паралельно було розпочато навчання технічного персоналу та відпрацювання позаштатних ситуацій.
У багатофункціональному комплексі завершено зовнішнє і внутрішнє оздоблення, упорядковано внутрішній двір. Також відбудовано й малі павільйони. Проведено пусконалагодження та введення систем опалення, проведено випробування аудіо оповіщення та звукової сигналізації.
У посадковому вокзалі завершено монолітні роботи, зведено внутрішні перегородки, завершено роботи зі встановлення вітражної системи скління.

## Критика
|                                                                       | Проблема в тому, що у московського колеса огляду по сусідству будуть житлові будинки, причому не просто по сусідству, а на відстані в кілька десятків метрів — це несе серйозні техногенні ризики |
| — https://www.cian.ru/stati-solntse-moskvy-uzhasnulo-gorozhan-299254/ | |

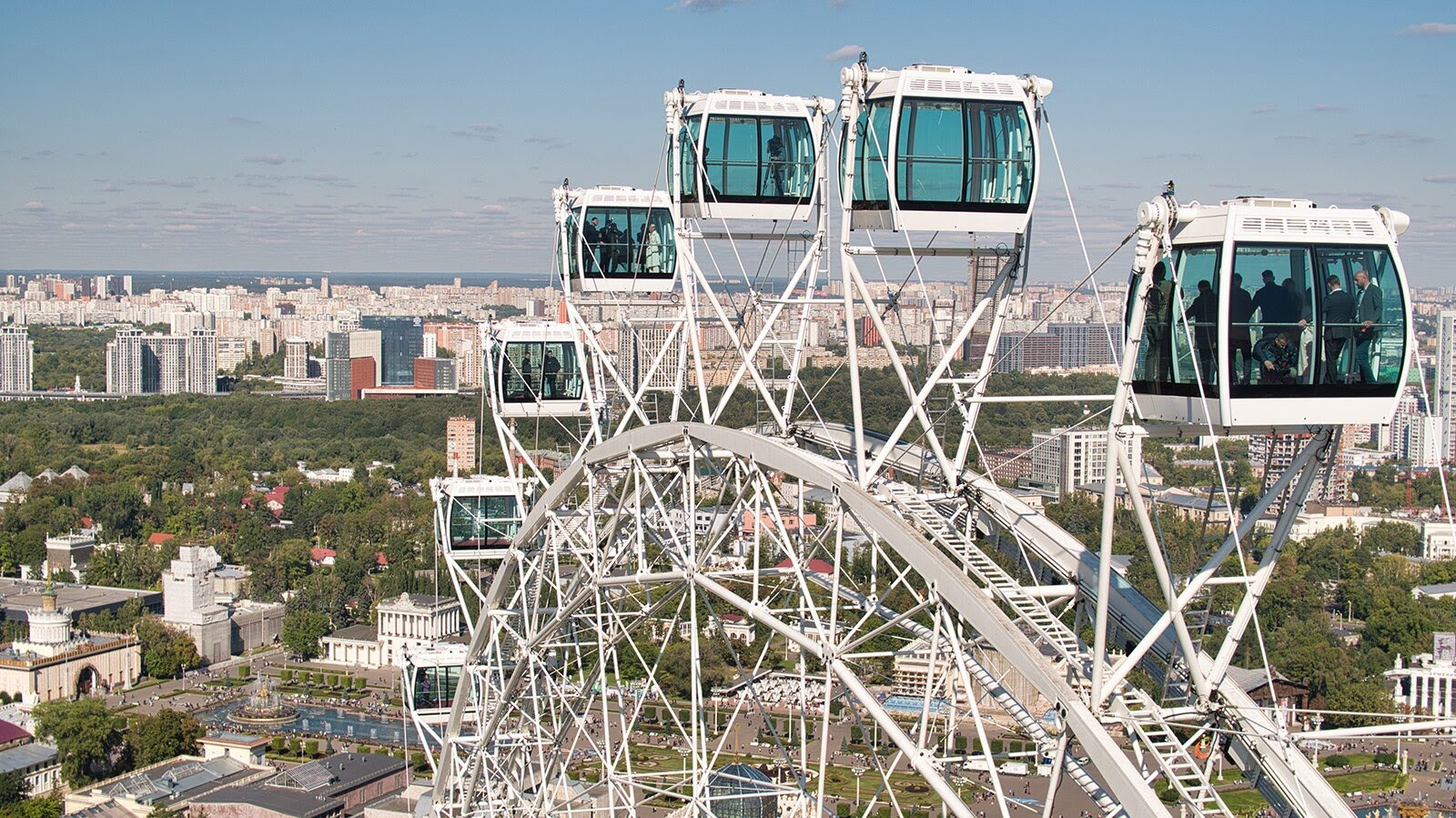
Кабінки у верхній частині колеса огляду

Атракціон "Сонце Москви" припинило роботу наступного ж дня після запуску, а його офіційний сайт був недоступний. У пресслужбі атракціону заявили, що атракціон "працює в обмеженому режимі". У дирекції атракціону заявили, що "рішення було ухвалено з метою безпеки через велику кількість відвідувачів і необхідність перерозподілу ажіотажного потоку на інші дні, щоб уникнути позаштатних ситуацій". Водночас очевидці зазначали, що колесо з відвідувачами зупинялося кілька разів протягом дня.